# Felszámolási eljárás
A felszámolási eljárás a fizetésképtelen gazdálkodó szervezetek jogutód nélküli megszüntetésére szolgáló eljárás. Célja a hitelezők kielégítése törvényben meghatározott módon. A felszámolási eljárás az adós, a hitelező, a végelszámoló, a cégbíróság vagy büntetőügyben eljáró bíróság kezdeményezése alapján indulhat.
Amennyiben a hitelező kéri a felszámolási eljárás megindítását, akkor a kérelmében meg kell neveznie az adós tartozásának jogcímét, az esedékességet, majd azt, hogy miért tartja fizetőképtelennek az adóst. Az adós köteles 8 napon belül nyilatkozni a bíróságnak, hogy elismeri-e a kérelemben foglaltakat, és kér-e a tartozás kiegyenlítésére haladékot. A bíróság a tartozás kiegyenlítésére maximum 30 napos határidőt engedélyezhet, a felszámolást elrendelő végzést a kérelem beérkezésétől számított 60 napon belül hozza meg.
A bíróság akkor állapít meg fizetésképtelenséget, ha
- a tartozást a teljesítési idő lejáratát követő 20 napon belül nem egyenlítette ki, vagy nem vitatta és hitelezői felszólításra sem egyenlítette ki,
- jogerős bírósági határozatban megállapított teljesítési határidőn túl nem egyenlítette ki a tartozásást,
- a végrehajtás eredménytelen volt,
- a csődegyezség ellenére sem teljesítette a hitelezői követeléseket.